# Ryde (Holstebro Kommune)
 For alternative betydninger, se Ryde. (Se også artikler, som begynder med Ryde)
Ryde er en landsby i det nordlige Vestjylland ca. 10 kilometer fra Holstebro og ca. 6 km fra Vinderup. Byen har 202 indbyggere  (2024) og er beliggende i Region Midtjylland under Holstebro Kommune. Landsbyen ligger i Ryde Sogn.
Ryde er blandt andet kendt for speedwaykøreren Bjarne Pedersen.